# Pedro Sprinberg
Pedro Sprinberg (născut Pinhus-David; în idiș ‏פּינחס-דוד שפּרינבערג‎; n. 27 august 1889, Zgurița, județul Soroca, gubernia Basarabia, Imperiul Rus – d. 29 iulie 1974, Montevideo, Departamentul Montevideo, Uruguay) a fost un  jurnalist, gazdă radio, editor argentinian și uruguayan, evreu născut în Basarabia.  A scris în limbile idiș și spaniolă.

## Biografie
S-a născut în colonia evreiască Zgurița (acum sat în raionul Drochia, Republica Moldova) din ținutul Soroca, gubernia Basarabia, Imperiul Rus, în familia lui Iankev Sprinberg și Etl Slobodianik. În 1903 a emigrat în Argentina, unde s-a și căsătorit cu sora jurnalistului evreu argentinian Mote Joiner, editor al cotidianului evreiesc Yiddishe Zeitung („Ziarul Evreiesc”, Buenos Aires). În 1933, s-a stabilit la Montevideo, Uruguay.
În 1908, împreună cu I. Edelstein, a fondat primul ziar anarhist din Argentina, numit Labm Un Freihite („Viață și libertate”, Buenos Aires). Împreună cu fratele său, jurnalistul și dramaturgul Mauricio Sprinberg, în 1913 a fondat la Buenos Aires revista Shtraln („Raze”), iar în 1933, singurul ziar evreiesc zilnic din Uruguay – Uruguayer Tog („Ziua Uruguayului”) din Montevideo. A publicat și sub pseudonimul Mephisto.
Împreună cu soția sa Katalina Sprinberg au fondat la Montevideo postul de radio evreiesc Hora Cultural Israelita (1933), mai întâi în idiș, apoi în spaniolă, pe care l-a deținut până la sfârșitul vieții.